# 남궁진
남궁진(南宮鎭, 1942년 8월 11일~)은 대한민국의 정치인이다. 제4대 문화관광부 장관(2001. 9. 19.~2002. 7. 10.)과 제14·15대 국회의원을 지냈다. 본관은 함열(咸悅)이며, 호(號)는 반월(伴月)이다.
대한민국 제15대 국회의원 선거에서 근소한 차이로 배우 이덕화를 누르고 당선되었다.

## 학력
- 논산반월국민학교 졸업
- 서울중앙중학교 졸업
- 서울중앙고등학교 졸업
- 고려대학교 법과대학 법학 학사

## 경력
- 제14대 국회의원(민주당)
- 제15대 국회의원(새정치국민회의)
- 민추협기획위원
- 신민당 당무위원 겸 총무국장
- 평민당 당무위원 겸 부대변인·김대중총재비서실차장
- 민주당사무부총장
- 연청자문위의장
- 21세기환경연구소이사
- 아태평화재단이사
- 한국수출구매협고문
- 통일외무위원
- 국민회의 당무위원 겸 원내수석부총무
- 국민회의 연수원장
- 국민회의 총재권한대행 비서실장
- 새천년민주당 상임고문 겸 당무위원
- 문화관광부 장관
- 대한민국헌정회 이사

## 가족
- 배우자: 유영숙
- 자녀: 2남

## 역대 선거 결과
|  | 29.2% |

|  | 35.27% |

|  | 41.99% |

## 같이 보기
- 광명시 갑 (1996년 선거구)
- 광명시의 국회의원
- 대한민국의 대통령비서실 수석비서관
- 대한민국의 문화체육관광부 장관